# Steenwijkerland
Steenwijkerland (nederländsk lågsaxiska: Steenwiek eller Stienwiek) är en kommun i provinsen Overijssel i Nederländerna. Kommunens totala area är 321,59 km² (där 33,32 km² är vatten) och invånarantalet är på 44 341 invånare (2021). Kommunen hette före 2003 Steenwijk, namnet ändrades för särskilja huvudorten från kommunen.